# ويليام سليد
ويليام سليد هو محامي وقاضي وسياسي أمريكي، ولد في 9 مايو 1786 في كورنول في الولايات المتحدة، وتوفي في 16 يناير 1859 في ميدلبوري في الولايات المتحدة. نشط حزبياً في حزب اليمين. وقد انتخب حاكم فيرمونت ‏ (11 أكتوبر 1844 – 9 أكتوبر 1846) وانتخب عضو مجلس النواب الأمريكي ‏.